# Ornithidium adendrobium
Ornithidium adendrobium är en orkidéart som först beskrevs av Heinrich Gustav Reichenbach, och fick sitt nu gällande namn av Mario Alberto Blanco och Isidro Ojeda. Ornithidium adendrobium ingår i släktet Ornithidium och familjen orkidéer. Inga underarter finns listade i Catalogue of Life.